# Mixed-Mode
Mixed-Mode (z ang. tryb mieszany) – technologia zapisu cyfrowego dźwięku CD Audio i plików komputerowych na jednej płycie CD. Pierwsza ścieżka zawiera pliki, natomiast następne to utwory muzyczne. W przeciwieństwie do CD-Extra, to zastosowanie nie wymaga czytnika płyt wielosesyjnych.